# Alfred Thompson Bricher

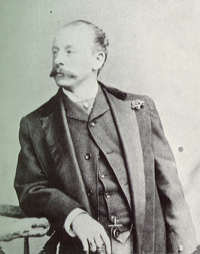
Alfred Thompson Bricher

Alfred Thompson Bricher (* 10. April 1837 in Portsmouth, New Hampshire; † 30. September 1908 in New Dorp, Staten Island, New York) war ein US-amerikanischer Landschaftsmaler der Hudson River School und Vertreter des späten Luminism.

## Leben
Alfred Thompson Bricher war der Sohn eines Engländers, der 1820 in die USA einwanderte. Von 1851 bis 1858 als Beamter in Boston tätig, studierte allerdings nebenher am Lowell Institute Kunst. 1858 eröffnete er in Newburyport ein eigenes Atelier und quittierte seinen Beamtendienst, um fortan als Künstler tätig zu sein. Das Atelier verlegte er bereits ein Jahr später wieder nach Boston in dasselbe Gebäude, in dem auch Martin Johnson Heade arbeitete. Später arbeitete er auch mit Albert Bierstadt, William Morris Hunt, Gabriella Eddy und Benjamin Champney.
Nach seiner Heirat mit Susan A. Wildes zog er 1868 nach New York City und organisierte seine erste öffentliche Ausstellung an der National Academy of Design, bei der er 1879 zum assoziierten Mitglied (ANA) gewählt wurde. Ein Vertrag mit der Reproduktionsfirma Louis Prang & Co in New York führte zu großer Bekanntschaft, da seine Bilder in Reproduktionen als Chromolithographien kommerziell sehr erfolgreich wurden. Außerdem war er aktiv in der American Society of Painters in Water-Colors, sein in dieser Technik entstandenes Bild In a Tide Harbour (verschollen) wurde 1878 in der Exposition Universelle in Paris gezeigt. 1875 reiste er nach Kanada auf die Grand Manan Island. 1882 heiratete Bricher erneut und 1890 zog er in ein eigenes Haus in New Dorp, Staten Island, im Bundesstaat New York, um von dort regelmäßige Ausflüge an die Küste Neuenglands zu unternehmen.

## Werk

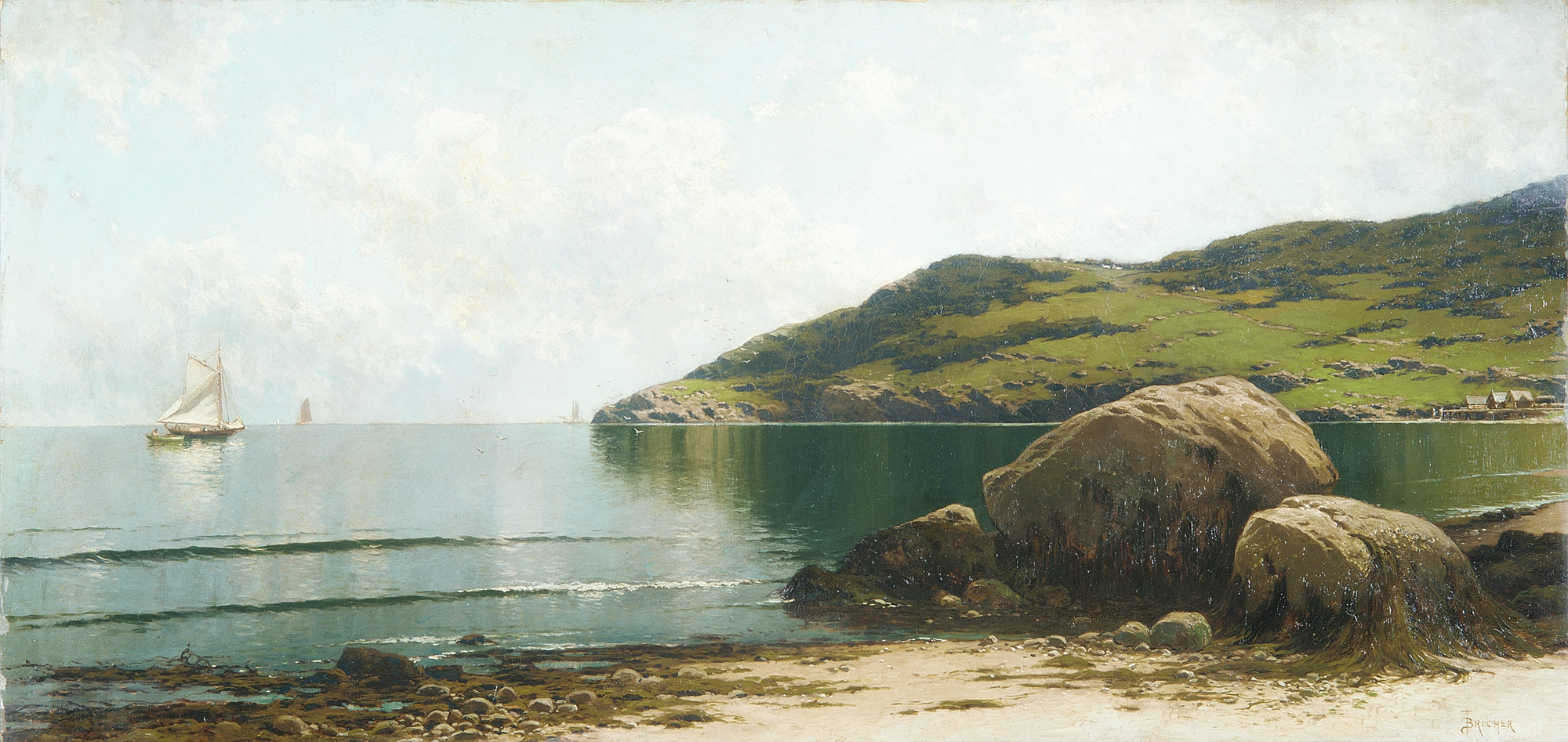
Marine Landscape, ca. 1895

Brichers frühen Werke entstanden aus Zeichnungen, die er während seiner Sommerreisen an den Küsten Maines und Massachusetts sowie der Fundybucht anfertigte und im Winter als Gemälde malte. Die bekanntesten Werke Brichers stellen entsprechend Seelandschaften dar, die in der Tradition von Fitz Hugh Lane standen und dem späteren Luminismus der amerikanischen Malerei zugeordnet werden. Insbesondere Szenen bei Niedrigwasser malte er regelmäßig, sie zeichneten sich durch eine hohe Perfektion in der Durchführung aus. Insgesamt war sein Gesamtwerk dadurch allerdings durch wenig Abwechslung geprägt.

## Werkauswahl

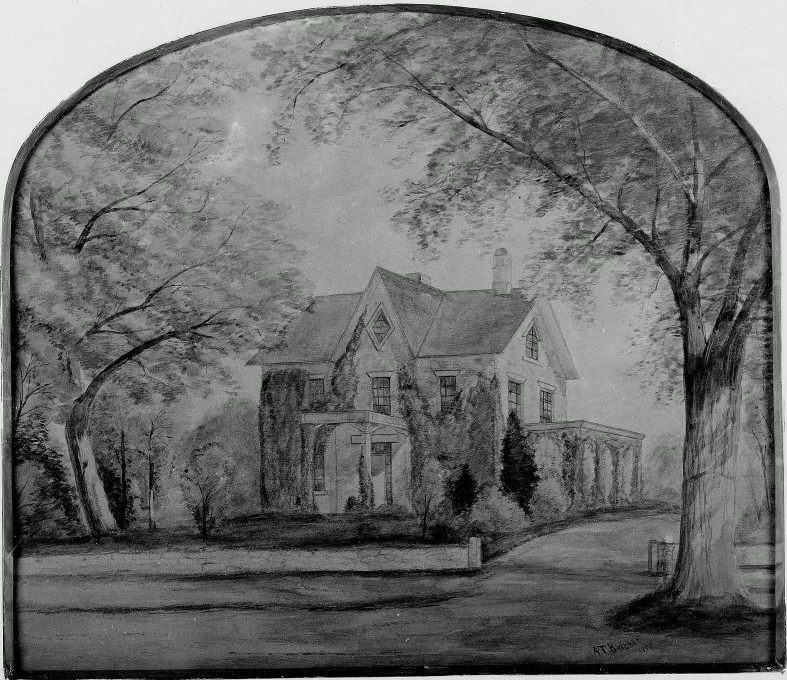
Warren House, 1858
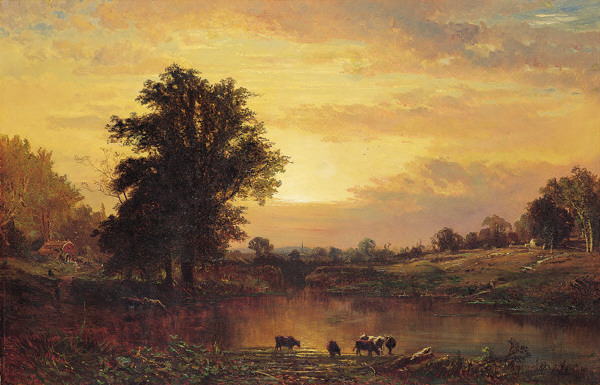
Sunset in the Catskills, 1862
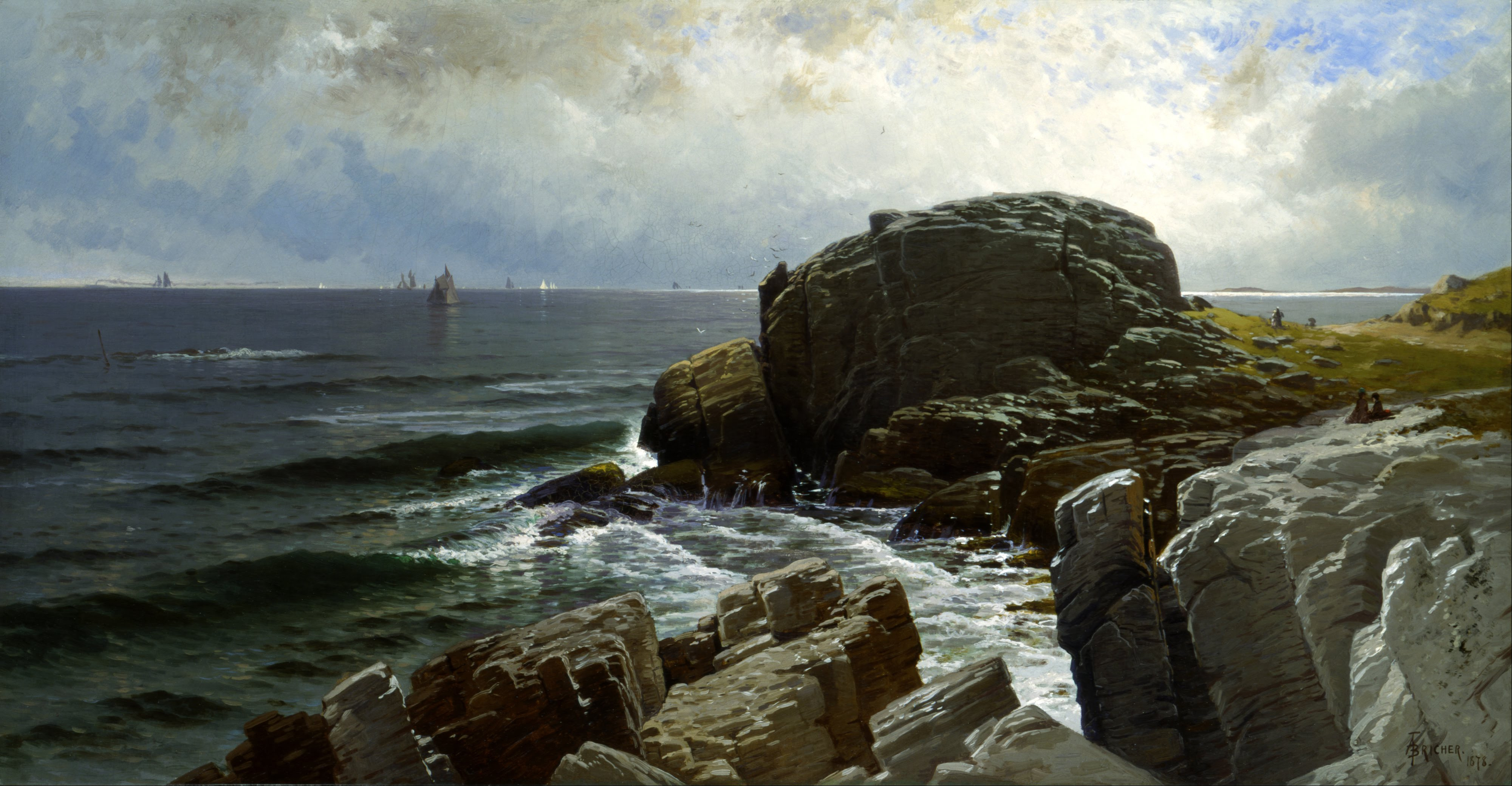
Castle Rock, Marblehead, 1878
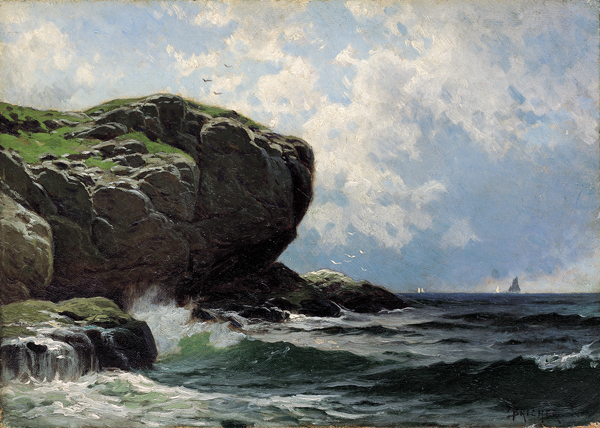
Rocky Head with Sailboats in Distance, ca. 1891